# Bom Jardim de Goiás
Pour les articles homonymes, voir Bom Jardim.
Bom Jardim de Goiás est une municipalité brésilienne de l'État de Goiás et la microrégion d'Aragarças.